# Fakiren som fastnade i ett skåp
Fakiren som fastnade i ett skåp är en fransk film från 2018. Den är baserad på den franskspråkiga boken Den fantastiska berättelsen om fakiren som fastnade i ett IKEA-skåp av Romain Puertolas.

## Handling
Filmen handlar om fakiren Ajatashatru "Aja" Lavash Patel som växer upp i Bombay i Indien och som barn får han veta att han lever som fattig. Han ogillar detta och när han växer upp lär han sig tillsammans med sina vänner att lura folk på pengar. En dag avlider hans mamma och han bestämmer sig för att åka till Paris där hans far ska finnas. Väl i Paris söker han upp ett IKEA möbelvaruhus. Då han inte har pengar försöker han övernatta när varuhuset har stängt. Han försöker sova i ett skåp, men det visar sig att skåpet förs iväg med en lastbil där han hamnar i sällskap med en grupp flyktingar och kommer till Storbritannien. Väl i Storbritannien blir han utvisad till Barcelona i Spanien där han hamnar i ett flyktingläger på Barcelonas flygplats. En låst dörr hindrar honom att fly därifrån, men han anser sig övervinna dörrens lås med karma och lyckas fly därifrån. Färden går vidare till Rom och Libyen innan han återvänder till Paris igen för att till sist återvända till sin gamla hemmiljö i Bombay igen där han blir lärare.
En stor del av filmen handlar om invandring och flyktingar i Europa.

## Produktion
Filmatiseringen lanserades i januari 2015, då tänkt med Uma Thurman i en av huvudrollerna och med regi av iranska regissören Marjane Satrapi. Regissören lämnade projektet och ersattes av Ken Scott och Uma Thurmans roll gavs till Bérénice Bejo. Inspelningarna inleddes i maj 2017 i Mumbai.

## Rollista i urval
- Dhanush – Ajatashatru "Aja" Lavash Patel
- Bérénice Bejo – Nelly Marnay
- Erin Moriarty – Marie Rivière
- Barkhad Abdi – Wiraj
- Gérard Jugnot – Gustave Palourde
- Ben Miller – Officer Smith